# Asurbanipal
Asurbanipal ali Ašurbanipal (akadsko Aššur-bāni-apli, sirsko ܐܫܘܪ ܒܢܐ ܐܦܠܐ‎, Ašur je ustvarjalec dediča) je bil asirski kralj, sin kralja Asarhadona in zadnji močni vladar Novoasirskega cesarstva (934-627 pr. n. št.), ki je vladal od leta 668 pr. n. št. do  okoli 627 pr. n. št., * 685 pr. n. št., Ninive, † okoli 627 pr. n. št., Ninive.
Znan je po veliki zbirki dokumentov, pisanih v klinopisu, ki jih je zbral v  svoji palači v Ninivah. Njegova zbirka, znana kot Asurbanipalova knjižnica, se hrani v Britanskem muzeju v Londonu. Muzej hrani tudi slavni relief Asurbanipalov lov na leve.
V Asurbanipalovi knjižnici so odkrili tudi prepise Epa o Gilgamešu, ki je nastajal med letoma 2000 in 1600 pr. n. št. in predstavlja vrh mezopotamske dvorne epike.
V Svetem pismu stare zaveze je omenjen kot Asenapár. Rimski zgodovinar Justin ga istoveti z zadnjim asirskim vladarjem Sardanapalom, čeprav je to bil Ašur-ubalit II. Opisuje ga kot neučinkovitega in neplodnega vladarja z razbrzdanim značajem, čeprav je bil Asurbanipal izobražen, učinkovit, zelo sposoben in ambiciozen vladar.